# Mossehaus

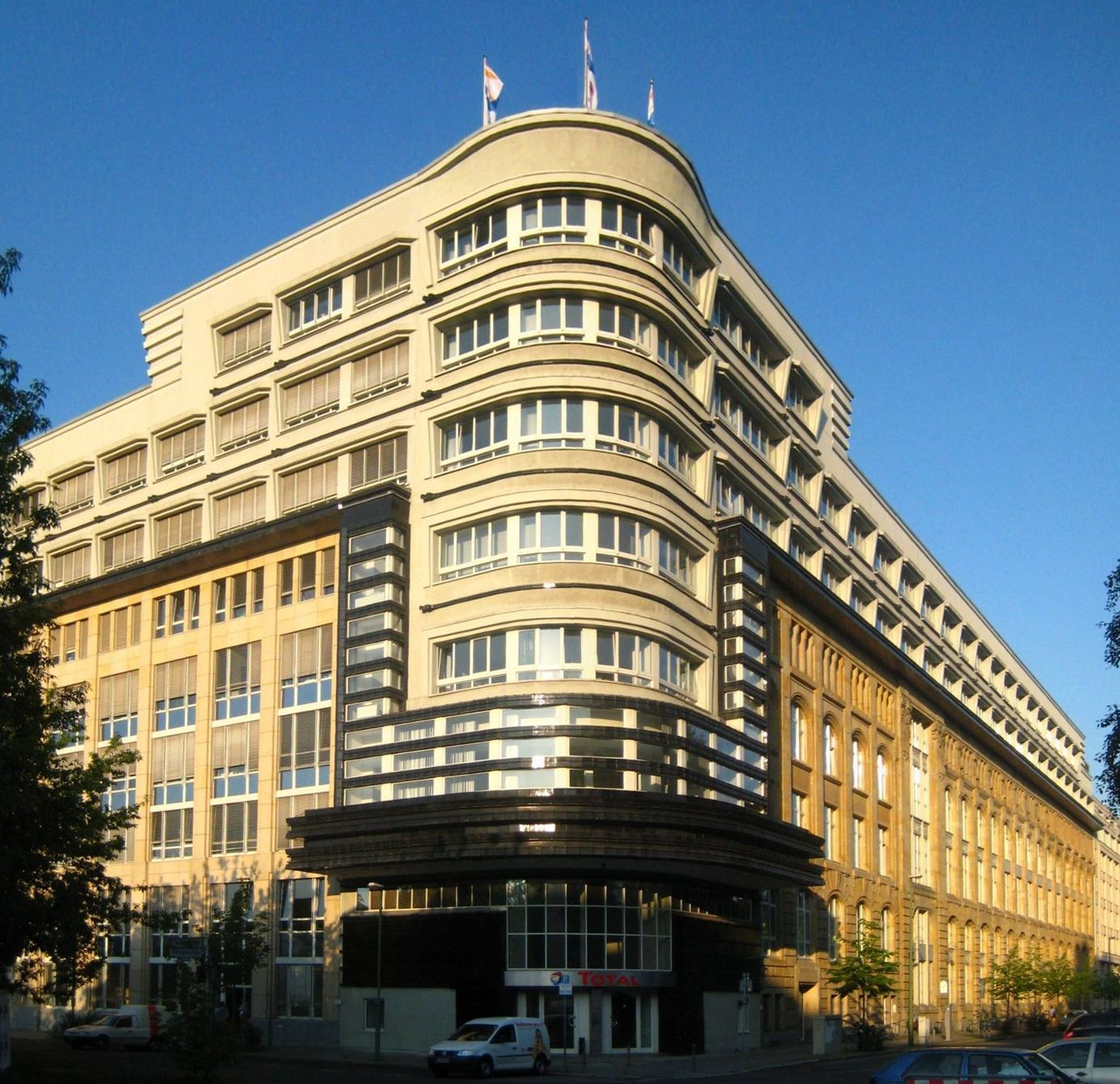
La Mossehaus en 2009.

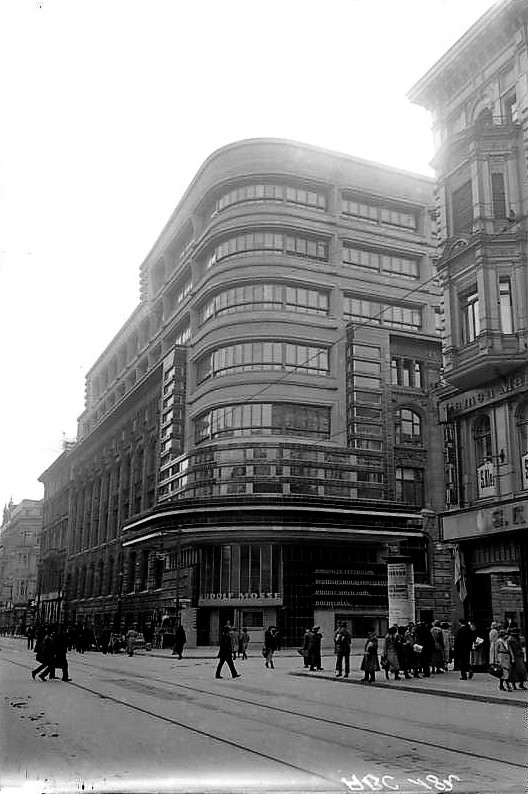
La Mossehaus en 1923.

La Mossehaus es un edificio de oficinas situado en el 18–25 de la Schützenstraße en Berlín (Alemania), que fue renovado por Erich Mendelsohn entre 1921 y 1923, quien le añadió su emblemática esquina curva.
La Mossehaus original albergaba la imprenta y las oficinas de los periódicos propiedad de Rudolf Mosse, principalmente periódicos liberales como el Berliner Tageblatt. El edificio original de arenisca, de estilo historicista, fue diseñado por Cremer & Wolffenstein en 1901 y resultó gravemente dañado en 1919 durante el levantamiento espartaquista; en poder de los sublevados, fue sitiado por las tropas gubernamentales.
En 1921, gracias a la popularidad que le reportó su Torre Einstein, Mendelsohn fue contratado para añadir plantas adicionales y una nueva entrada al edificio. La nueva fachada hizo un amplio uso del aluminio y la tipografía moderna, y las plantas superiores añadidas eran de hormigón armado. Sin embargo, la naturaleza experimental de la estructura provocó un desastre durante su construcción, en 1923, cuando uno de los forjados de la ampliación cayó hacia las oficinas del periódico, que estaban todavía en uso, provocando la muerte de catorce personas.
El uso de franjas horizontales y elementos esculpidos en la fachada le dio una forma dinámica y futurista, enfatizada por el contraste con el estilo guillermino del edificio original. Fue uno de los primeros ejemplos de edificio aerodinámico, y por tanto ejerció una gran influencia en el streamline moderne. Su repercusión en la arquitectura estadounidense es quizá poco sorprendente, dado que el socio de Mendelsohn en la Mossehaus y el diseñador de los interiores fue Richard Neutra.
El edificio estaba muy cerca del Muro de Berlín, por lo que cayó en ruinas tras la Segunda Guerra Mundial. Aunque la Mossehaus fue en su tiempo el edificio más alto de Berlín sin incluir iglesias, actualmente es empequeñecido por los cercanos bloques de pisos de la Isla de los Museos en el antiguo Berlín Oriental y los edificios de Axel Springer AG en el antiguo Berlín Occidental. El edificio fue restaurado en la década de 1990.